# Angelo Turconi
Angelo Turconi (Solbiate Olona, 5 luglio 1923 – Busto Arsizio, 3 agosto 2011) è stato un calciatore e allenatore di calcio italiano, di ruolo centrocampista.

## Caratteristiche tecniche

### Giocatore
Mezzala dal fisico potente, molto dinamico e dotato di un forte tiro, veniva utilizzato talvolta (specie ad inizio carriera) anche da centravanti.

## Carriera

### Giocatore

#### Club
Cresce nelle giovanili della Pro Patria, affacciandosi in prima squadra a partire dalla stagione 1940-1941, nella quale i tigrotti conquistano la promozione in Serie B. Disputa coi biancoblu un campionato cadetto, con 9 reti all'attivo, quindi nell'estate 1942 sia trasferisce a Genova per indossare la maglia del Liguria, in Serie A. Coi rossoneri non riesce ad imporsi da titolare (2 presenze nel campionato Serie A 1942-1943, con una rete all'esordio nella vittoria interna sulla Lazio), e, dopo l'interruzione bellica, viene posto in lista di trasferimento e torna a Busto Arsizio.
Coi lombardi centra la promozione in Serie A nella stagione 1946-1947, e disputa tre stagioni in massima serie, contribuendo con 18 reti all'attivo al miglior risultato della storia dei biancoblu (ottavo posto nella stagione Serie A 1947-1948), e trovando la via del gol con regolarità (37 reti in 3 stagioni).
Nel 1950 passa al Como, con cui disputa altre tre stagioni in massima serie, e, dopo la retrocessione dei lariani della stagione 1952-1953, una in Serie B. Nel 1954 viene acquistato dal Palermo, e in Sicilia disputa un campionato in Serie B, segnando 6 reti in 16 partite.
Trascorre le ultime stagioni agonistiche fra Serie C e Serie D prima con la Sanremese, quindi tornando alla Pro Patria ed infine con il Borgomanero.
In carriera ha totalizzato complessivamente 201 presenze e 55 reti in Serie A, e 98 presenze e 39 reti in Serie B.
Con la Pro Patria in tutto ha disputato 260 partite e realizzato 78 reti.

#### Nazionale
Conta 2 presenze ed una rete con la Nazionale italiana,  entrambe durante le Olimpiadi di Londra, esordendo il 2 agosto 1948 contro gli Stati Uniti, mettendo a segno una delle nove reti italiane.

### Allenatore
Cessata l'attività agonistica, intraprende quella di allenatore, guidando in due diversi periodi sia il Verbania che la Pro Patria.

## Statistiche

### Cronologia presenze e reti in nazionale
| Cronologia completa delle presenze e delle reti in nazionale ― Italia | Cronologia completa delle presenze e delle reti in nazionale ― Italia | Cronologia completa delle presenze e delle reti in nazionale ― Italia | Cronologia completa delle presenze e delle reti in nazionale ― Italia | Cronologia completa delle presenze e delle reti in nazionale ― Italia | Cronologia completa delle presenze e delle reti in nazionale ― Italia | Cronologia completa delle presenze e delle reti in nazionale ― Italia | Cronologia completa delle presenze e delle reti in nazionale ― Italia |
| Data                                                                  | Città                                                                 | In casa                                                               | Risultato                                                             | Ospiti                                                                | Competizione                                                          | Reti                                                                  | Note                                                                  |
| --------------------------------------------------------------------- | --------------------------------------------------------------------- | --------------------------------------------------------------------- | --------------------------------------------------------------------- | --------------------------------------------------------------------- | --------------------------------------------------------------------- | --------------------------------------------------------------------- | --------------------------------------------------------------------- |
| 2-8-1948                                                              | Brentford                                                             | Stati Uniti                                                           | 0 – 9                                                                 | Italia                                                                | Olimpiadi 1948 - Ottavi di finale                                     | 1                                                                     |                                                                       |
| 5-8-1948                                                              | Londra                                                                | Danimarca                                                             | 5 – 3                                                                 | Italia                                                                | Olimpiadi 1948 - Quarti di finale                                     | -                                                                     |                                                                       |
| Totale                                                                |                                                                       | Presenze                                                              | 2                                                                     |                                                                       | Reti                                                                  | 1                                                                     |                                                                       |

## Palmarès

### Giocatore

#### Competizioni nazionali
- Serie C: 1

Pro Patria: 1940-1941

### Allenatore

#### Competizioni regionali
- Prima Categoria: 1

Verbania: 1964-1965

## Vita privata
Era sposato con una donna di nome Livia.